# Knizocyt

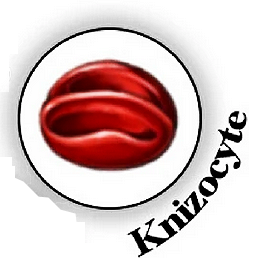
Knizocyt

Een knizocyt is een afwijkende rode bloedcel, die voorkomt bij de erfelijke ziekte thalassemie. Knizocyten kunnen ook worden veroorzaakt door hoge stressgehaltes
Knizocyten hebben twee indeukingen in plaats van één. Net als bij gewone rode bloedcellen hebben knizocyten een duidelijk centraal gebied maar met een dunne strook hemoglobine, omdat de hemoglobine niet goed wordt aangemaakt.
|  |